# Merolino Sikirevačko
Merolino Sikirevačko – wieś w Chorwacji, w żupanii osijecko-barańskiej, w gminie Strizivojna. W 2011 roku pozostawała niezamieszkana.